# NGC 4642
NGC 4642 este o galaxie spirală situată în constelația Fecioara. A fost descoperită în 1 ianuarie 1786 de către William Herschel. Se află la o distanță de 40,74 de megaparseci de Pământ.